# Munro Chambers
Munro Skylear Chambers (Ajax (Ontario), 29 juli 1990) is een Canadese acteur.
Chambers is vooral bekend door zijn rol als Elijah 'Eli' Goldworthy in de tienerserie Degrassi: The Next Generation. Tevens speelde hij de rol van Wilder in The Latest Buzz. Chambers begon met acteren op zevenjarige leeftijd, in een reclamespotje voor McDonald's.
Chambers heeft een eeneiige tweelingbroer, Thomas, die twee minuten ouder is dan hij.